# Parco nazionale delle incisioni rupestri di Naquane
Il parco nazionale delle incisioni rupestri si trova a Capo di Ponte, in Val Camonica, provincia di Brescia.
Dal dicembre 2014 il Ministero per i beni e le attività culturali lo gestisce tramite il Polo museale della Lombardia, nel dicembre 2019 divenuto Direzione regionale Musei.

## Aspetto
Il parco è disposto sul versante di una vasta collina alle pendici del Pizzo Badile Camuno, sul versante orientale della Val Camonica. È caratterizzato da un vasto corpus 104 rocce incise.
Le rocce presenti all'interno del parco sono delle arenarie Permiane.
Nella parte centrale fino al 2014 in un'antica casa rurale era presente un "Antiquarium" ed un'esposizione di massi menhir provenienti dai comuni di Borno e Ossimo. Oggi il materiale archeologico e le stele sono conservati al MUPRE, il Museo Nazionale della Preistoria a Capo di Ponte.
L'intero parco è inserito in una cornice floreale di betulle, frassini, castagni, larici e più di rado abeti.

## Storia
L'area del parco nazionale delle Incisioni rupestri di Naquane è un museo all'aria aperta contenente una tra le migliori collezioni di arte rupestre della Valle Camonica. Il toponimo "Naquane" che dà il nome all'area è attestato già nell'Ottocento anche nella variante "Nacquane".
Secondo gli studi di Emmanuel Anati su alcune rocce si trovano incisioni rupestri databili al neolitico, anche se la maggior parte delle raffigurazioni si riferiscono all'età del ferro.
Il parco fu realizzato nel 1955 su volere della sopraintendenza archeologica della Lombardia. Ha una estensione di circa 30 ettari.

## Percorsi
Di primaria importanza si segnala la roccia nº 1, la prima scoperta, che rappresenta una enorme superficie levigata sulla quale prendono posto centinaia di raffigurazioni, in particolare di cervi.
Fra le rocce più interessanti si segnala la nº 70 che riporta, secondo alcuni studiosi, la rappresentazione più antica della divinità celtica Cernunnos.
Altre incisioni rupestri degne di nota sono il cosiddetto Sacerdote che corre e la Scena del fabbro, entrambe riportate sulla roccia nº 35.
Per quanto riguarda le figure di influenza greca una delle più importanti, non solo del parco ma di tutta la valle, è certamente quella del cavallo presente sulla roccia 60, definito greco-etrusco dagli storici.

## Galleria d'immagini

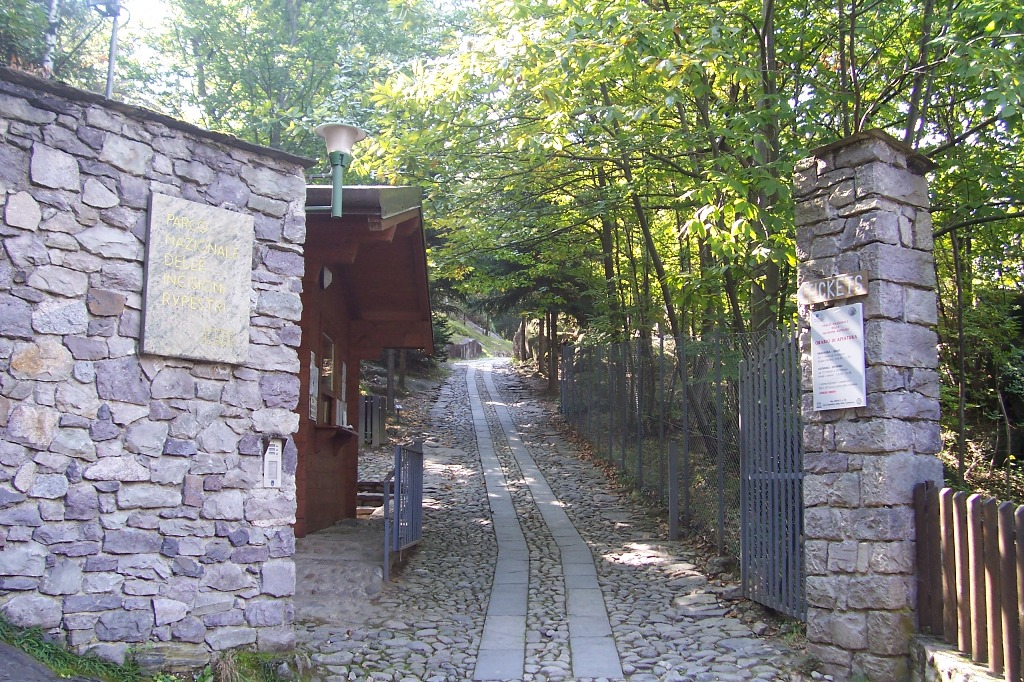
Ingresso al Parco nazionale di Naquane
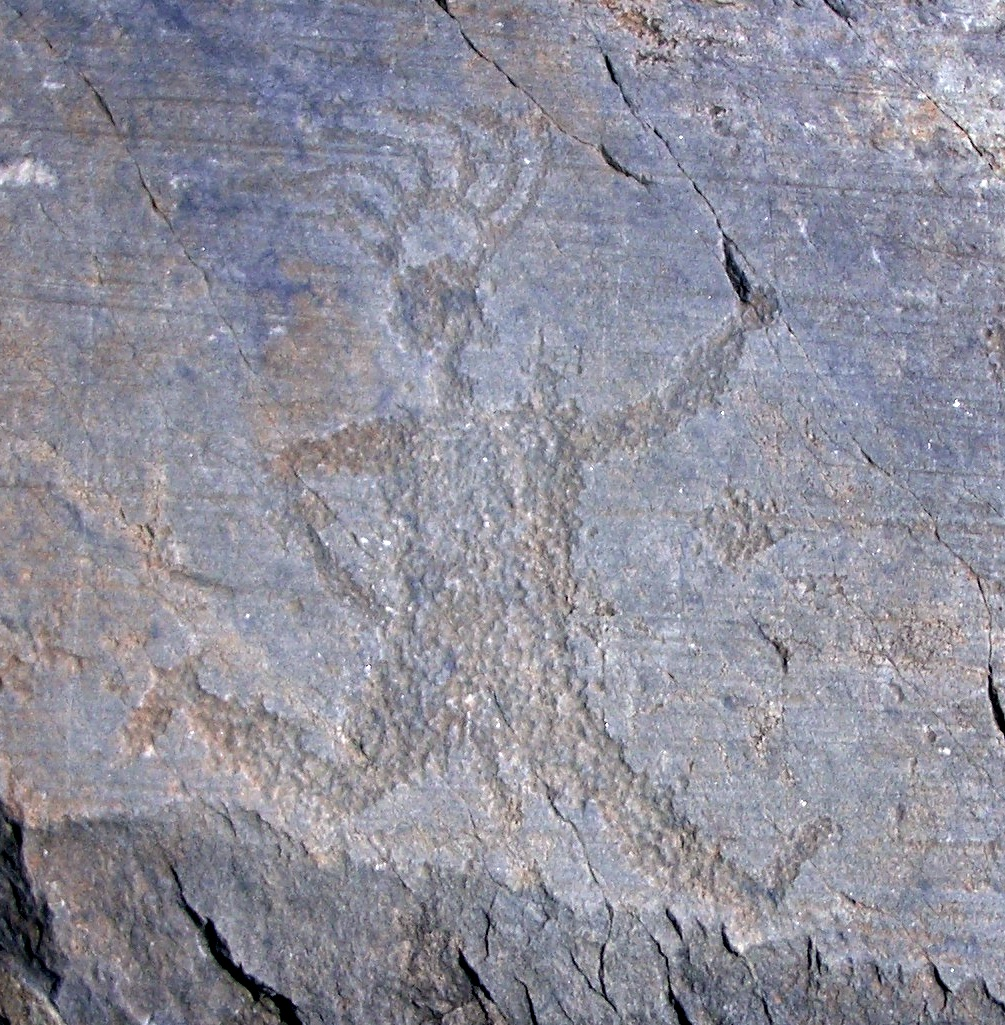
Sacerdote che corre - R. 35
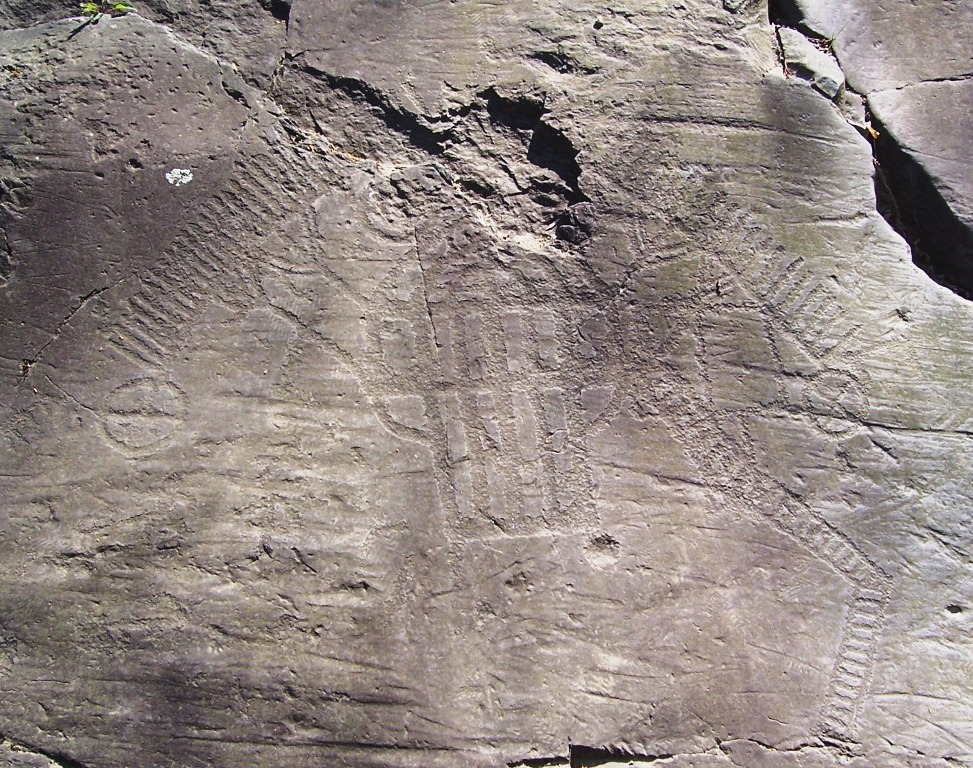
Figura di capanna - R. 73
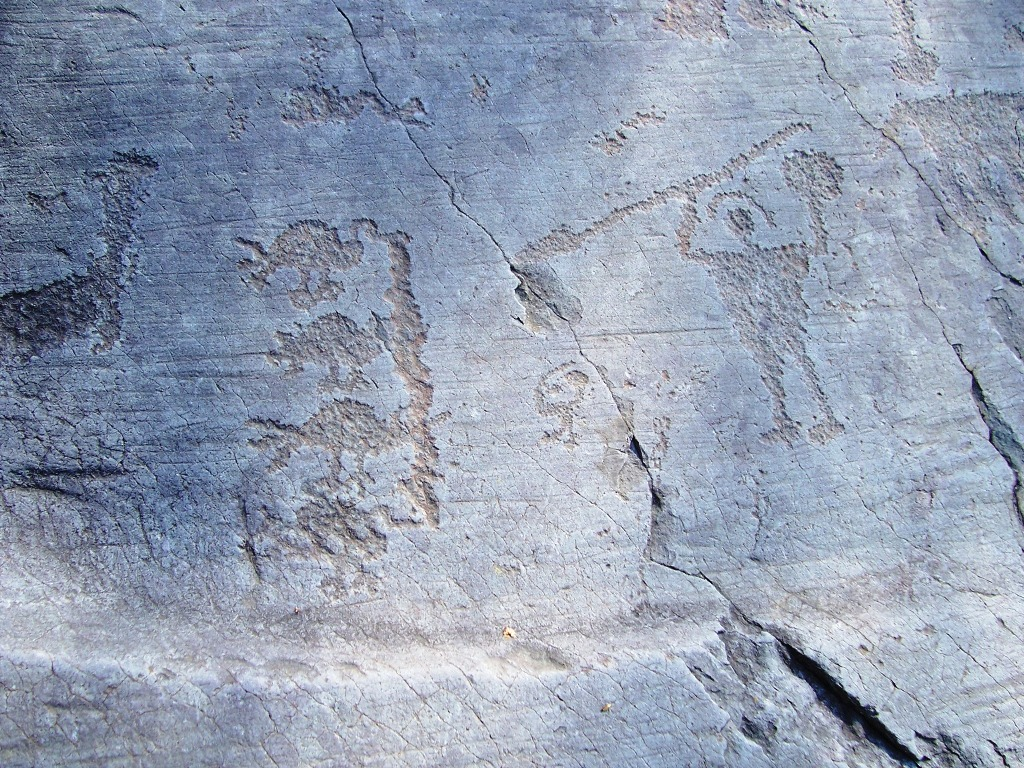
Armato ed ornitomorfi - R. 1
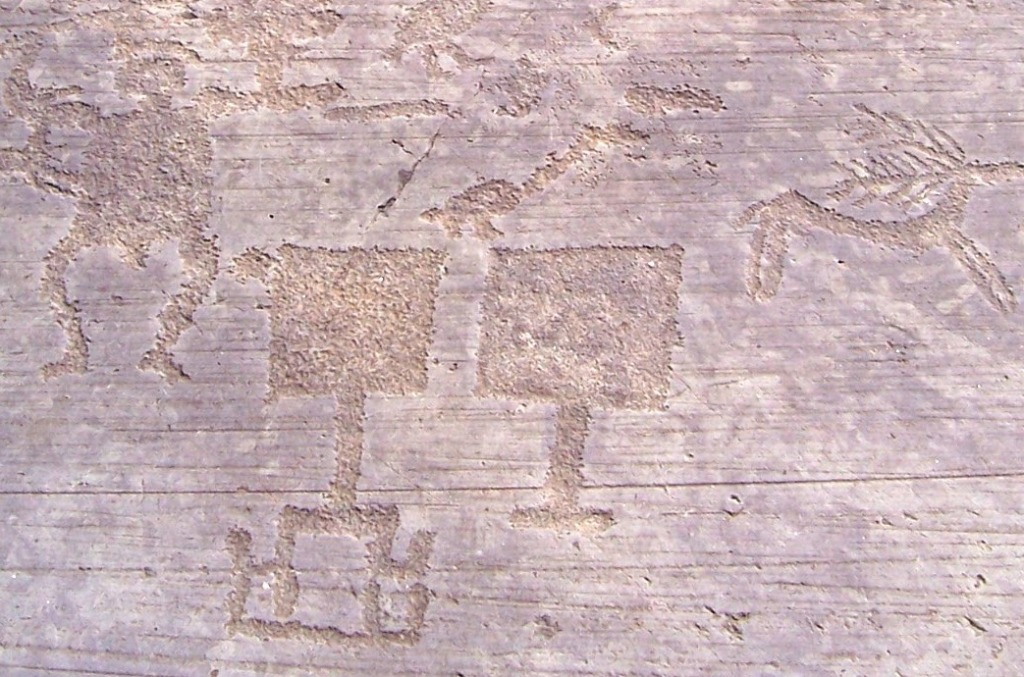
Figura di paletta - R. 1
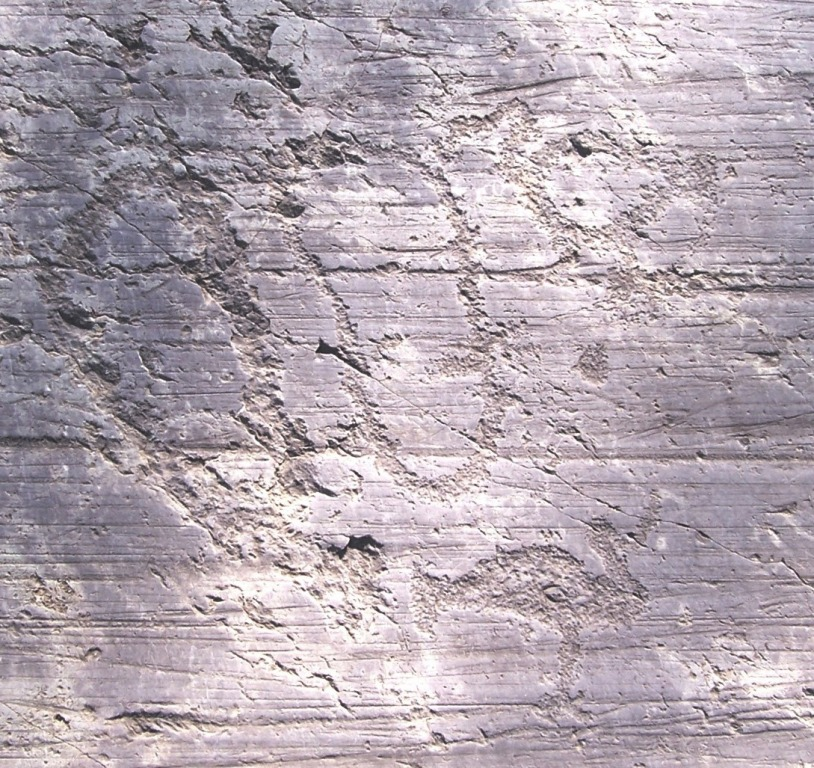
Impronte di piede - R. 50
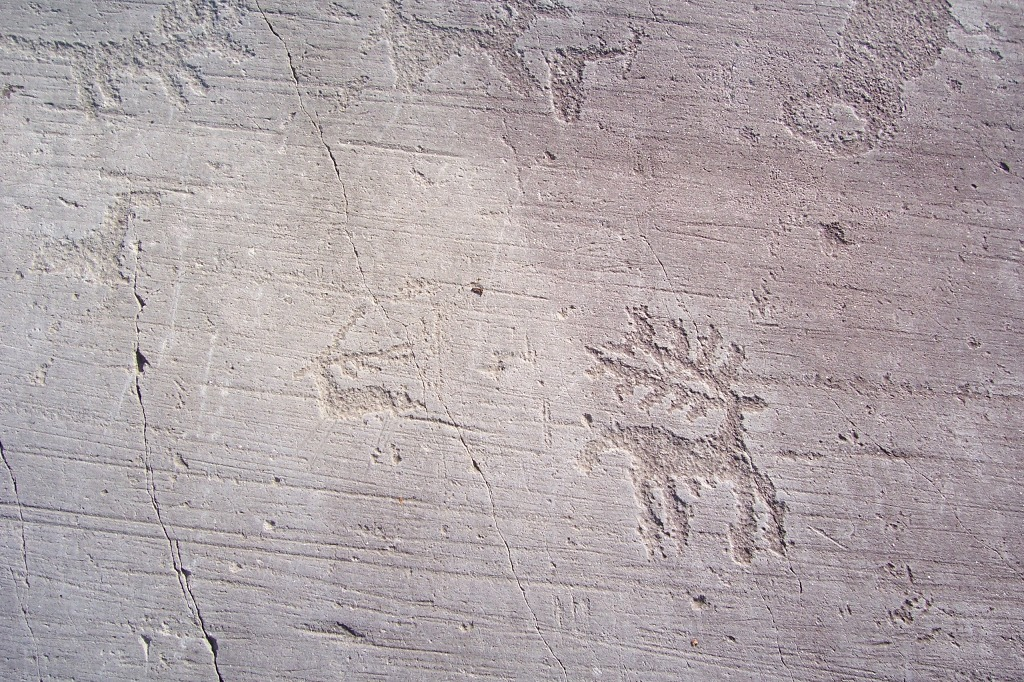
Cervidi - R. 1
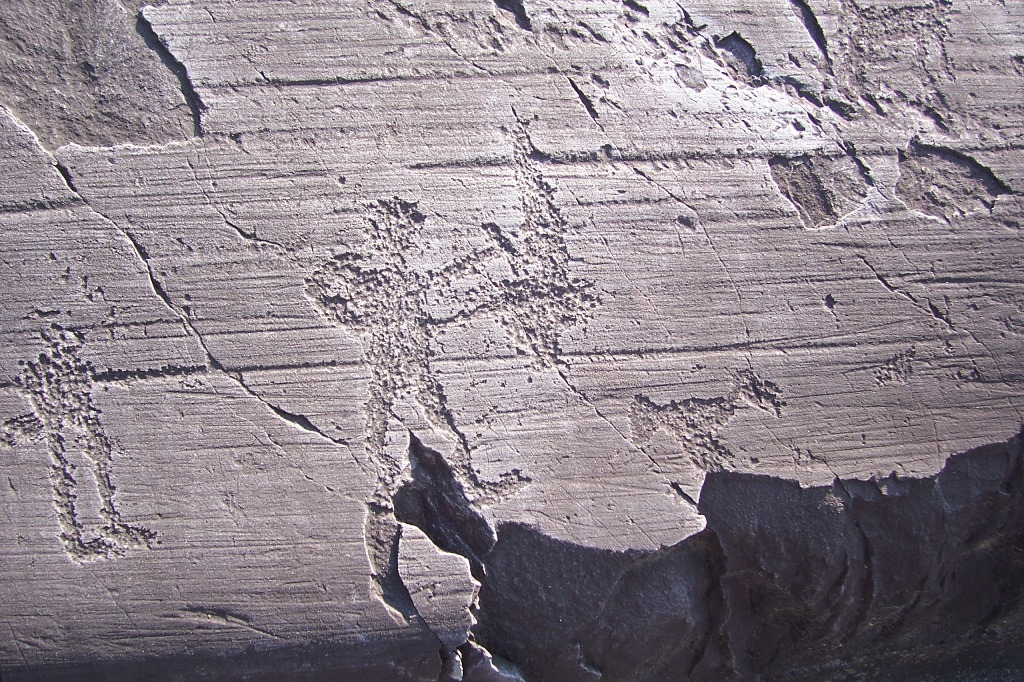
Scena del Fabbro - R. 35
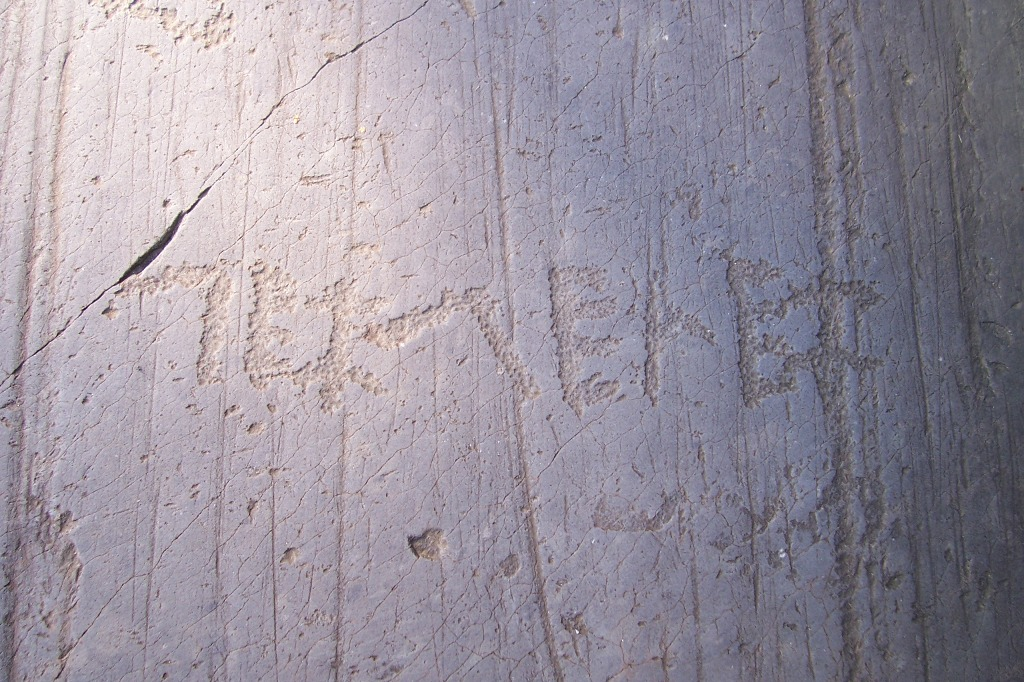
Iscrizione in lingua camuna - R. 50
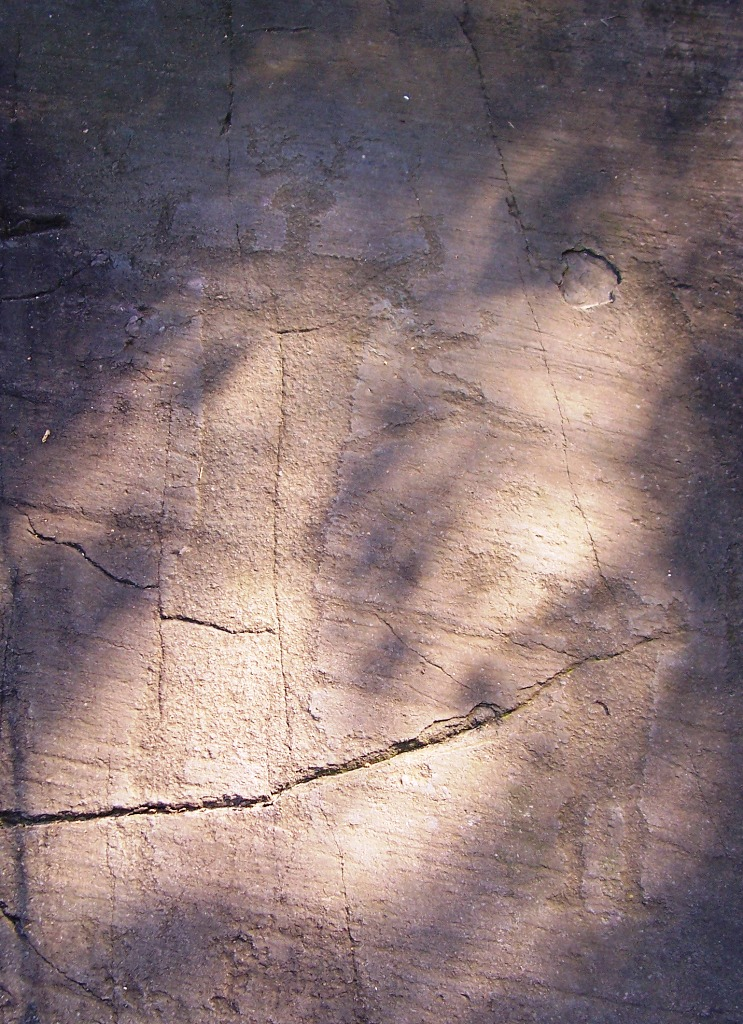
Cernunnos - R. 70
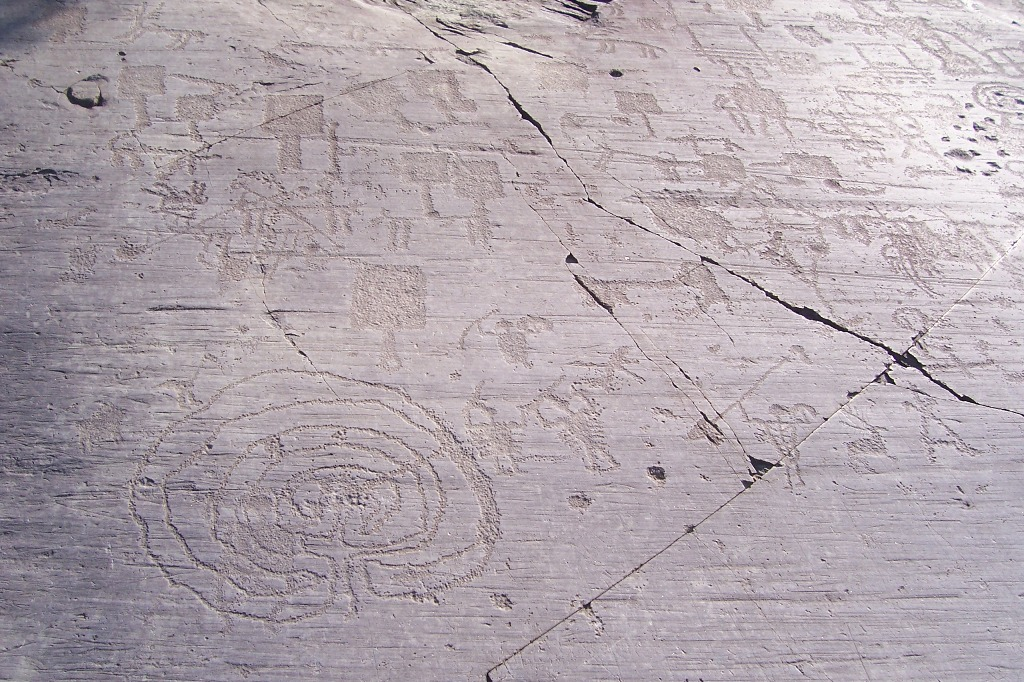
Labirinto - R. 1
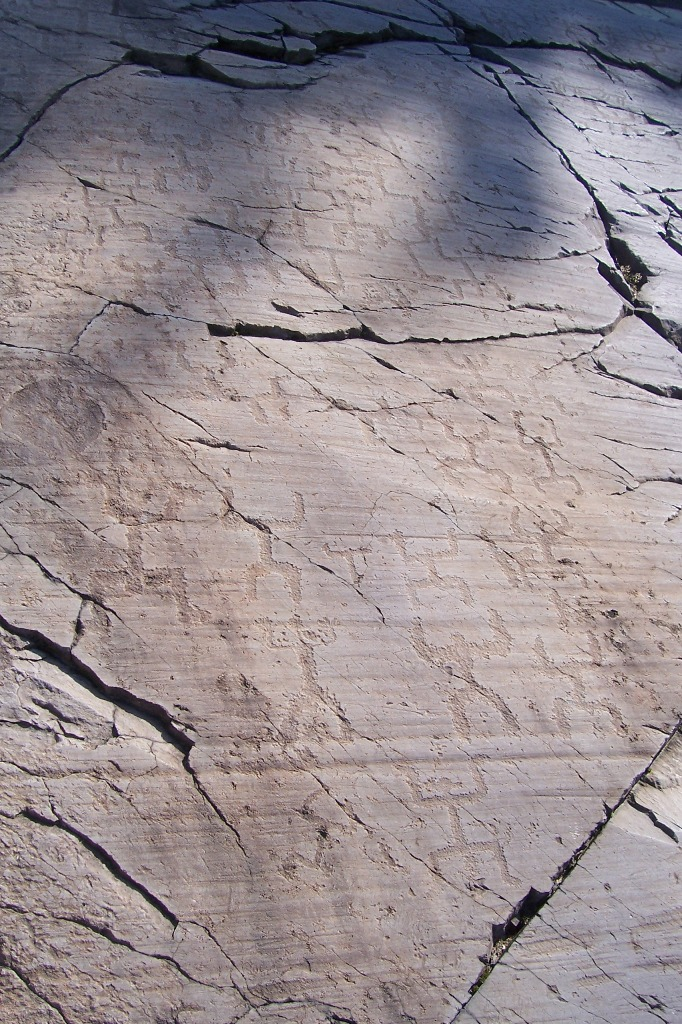
Figure a posizione ad orante - R. 50